# Аннигони, Пьетро
Пьетро Аннигони (итал. Pietro Annigoni, 7 июня 1910[…], Милан — 28 октября 1988, Флоренция) — итальянский художник, портретист, художник по фрескам и медальер, наиболее известный своими портретами королевы Елизаветы II. Его работы выполнены в традициях Возрождения, контрастируя с модернистским стилем, преобладавшим в его время.

## Жизнь
Родившийся в Милане в 1910 году, Аннигони находился под влиянием итальянского Возрождения. С конца 1920-х годов жил в основном во Флоренции, где учился в Колледже отцов-пиаристов.
В 1927 году он был принят в Академию изящных искусств во Флоренции, где посещал курсы живописи Феличе Карены, скульптуры Джузеппе Грациози и офорта Селестино Челестини. Аннигони записался в класс обнажённой натуры, проводимый флорентийским Circolo degli Artisti, одновременно посещая открытый класс по тому же предмету в Академии.
Аннигони впервые выставил свои работы во Флоренции в 1930 году с группой художников. Его первая персональная выставка состоялась два года спустя, в 1932 году, в галерее Беллини в Палаццо Феррони.
В 1932 году журналист Уго Оджетти представил Аннигони в разделе искусств Corriere della Sera. В 1932 году он получил приз Трентакост.

### Семья
Аннигони был женат на Анне Джузеппе Маджини в 1937 году до её смерти от болезни в июле 1969 года. У них было двое детей, Бенедетто (1939 г.р.) и Мария Рикарда. В 1976 году он женился на Розелле Сегрето, также любимой модели художника.

### Смерть
В мае 1988 года Аннигони перенёс экстренную операцию из-за прободной язвы, и он не полностью оправился от недуга. 27 октября 1988 года он был доставлен в больницу во Флоренции и умер от почечной недостаточности 28 октября 1988 года. Он похоронен на кладбище Порте-Санте (Святые врата) в базилике Сан-Миниато-аль-Монте, с видом на его любимую Флоренцию.

## Противоречие с традицией
В 1945—1950 годах Аннигони выпустил ряд важных и очень успешных работ. В 1947 году он подписал манифест современных художников-реалистов. В этом манифесте группа, состоящая из семи художников, выступила открыто против абстрактного искусства и различных течений, возникших в Италии в эти годы. Это была незначительная деталь в жизни художника, но она стала ключевым ориентиром в литературе о нём. Среди других, подписавших петицию, были Грегори Силтиан и братья Антонио и Ксавьер Буэно.
В марте 1949 года комитет Королевской академии в Англии принял работы, предложенные Аннигони для своей ежегодной выставки. Это был первый опыт художника в Англии и начало успеха, который должен будет приобрести всемирные масштабы.

## Художественные выставки
Аннигони начал показывать свои работы на международном уровне в 1950-х годах. В Лондоне они проводились в Wildenstein’s (1950 и 1954), Agnew’s (1952 и 1956), Федерации британских художников (1961), в галереях Upper Grosvenor (1966) и на многих выставках Королевской академии. В 1953 году состоялась специальная выставка в Париже, Франция, в Galerie Beaux Arts. К 1969 году работы Аннигони были выставлены в Бруклинском музее в Нью-Йорке. К многочисленным итальянским городам, которые демонстрировали работы Аннигони при его жизни, относятся Турин, Рим, Флоренция, Верона, Брешия, Монтекатини-Терме, Пиза, Бергамо, Роверето и Милан.

## Оценки
Его работы несли влияние итальянской портретной живописи эпохи Возрождения и контрастировали с модернистскими и постмодернистскими художественными стилями, которые доминировали в середине и конце XX века. Аннигони написал два портрета королевы Елизаветы II в 1955 и 1969 годах. Более ранний был заказан Worshipful Company of Fishmongers и выставлен в их ливрейном зале, Fishmongers’ Hall; портрет 1969 года был заказан Национальной портретной галереей и выставлен там на всеобщее обозрение. После своего портрета королевы Аннигони стал востребованным и написал портреты Папы Иоанна XXIII, президентов США Джона Ф. Кеннеди и Линдона Б. Джонсона, шаха и императрицы Ирана, принцессы Маргарет и нескольких других членов Британской Королевской семьи.
Аннигони был выбран журналом TIME для изображения президента Джона Ф. Кеннеди для обложки (5 января) 1962 года «Человек года». Результатом стал, пожалуй, его наименее любимый портрет, поскольку у Аннигони не было ни времени, ни желания удовлетворять потребности журнала Time. Другими обложками журнала TIME с портретами Аннигони были выпуски от 5 октября 1962 г. (Папа Иоанн XXIII), 1 ноября 1963 г. (Людвиг Эрхард), 12 апреля 1968 г. (Линдон Б. Джонсон) и 30 апреля 1965 г. (премьер-министр Великобритании Гарольд Уилсон).
Среди других персон со всего мира, написанных Аннигони, — Его Королевское Высочество принц Филипп и несколько других членов Дома Виндзоров, а также сапожник Сальваторе Феррагамо, флорентийский писатель Луиджи Уголини, балерина Дама Марго Фонтейн, британская актриса Джули Эндрюс, звезда русского балета Рудольф Нуреев и Махарани Гаятри Деви из Джайпура. Его портрет автора Билла Хопкинса был воспроизведён на обложке книги «Прыжок» 1984 года, переиздания книги Хопкинса 1957 года «Божественное и распад».
Откровенный художник, Аннигони писал эссе, бросающие вызов современному искусству, в которых не учитывались базовые способности к рисованию. Он оттолкнул критиков, которые утверждали, что его искусство было слишком репрезентативным, не принимая во внимание уникальный драматический почерк, который художник привнёс в традиции эпохи Возрождения.

## Церковные фрески
Аннигони активно рисовал церковные фрески во Флоренции и её окрестностях. В 1980–1985 годах (начиная с 70-летнего возраста) в монастыре Монте-Кассино он завершил свою самую большую фреску — купол монастыря.
В 1970 году Пьетро Аннигони написал картину «Сан-Джузеппе» афреско в церкви Святого Иосифа в Галлуццо.

## Награды
В 1959 году Аннигони был избран в Национальную академию дизайна в качестве почётного члена-корреспондента.
14 ноября 1975 года Аннигони был награжден Орденом «За заслуги перед Итальянской Республикой» (OMRI).
В октябре 2010 года почта Италии выпустила марку, посвящённую столетию со дня рождения Пьетро Аннигони.

## Музеи
В музее Пьетро Аннигони на улице Виа деи Барди во Флоренции, Италия, хранит работы шестидесяти лет творчества мастера.
- Музей Аннигони, Флоренция, Италия[17]
- Галерея Уффици и дворец Питти во Флоренции, Италия[18]
- Фонд Бенедетты Бьянки Порро[англ.] в Довадоле (Форли), Италия
- Метрополитен-музей в Нью-Йорке
- Художественный музей Индианаполиса[19]
- Музей изобразительных искусств Сан-Франциско
- Институт искусств Миннеаполиса[англ.]
- Королевская коллекция Виндзорского замка[20]
- Национальная портретная галерея в Лондоне[21]
- Музеи Ватикана в Риме, Италия